# Миртида
Миртида из Антедона, у Беотији, била је хеленска песникиња која је у домаћем дијалекту опевала романтичне љубави лица из локалних митова. Сачувала се прозна парафраза њене песме ο несрећној љубави Охне, ћерке Колонове, према Еуносту, сину Кефисову. Као њени ученици спомињу се Корина и Пиндар. У јавним агонима Миртида се надметала с Пиндаром, када је овај био на врхунцу своје песничке славе, али је била побеђена.